# Michael Krmenčík
Michael Krmenčík, född 15 mars 1993, är en tjeckisk fotbollsspelare som spelar för indonesiska Persija Jakarta. Han representerar även Tjeckiens landslag.

## Karriär
Den 23 juli 2021 lånades Krmenčík ut av Club Brugge till tjeckiska Slavia Prag på ett säsongslån. Låneavtalet har en köpoption att det blir en permanent övergång ifall Slavia Prag lyckas kvalificera sig för Champions League under säsongen.
I juni 2022 värvades Krmenčík av indonesiska Persija Jakarta, där han skrev på ett treårskontrakt.